# Football en RDA
 (décembre 2023).
Si vous disposez d'ouvrages ou d'articles de référence ou si vous connaissez des sites web de qualité traitant du thème abordé ici, merci de compléter l'article en donnant les références utiles à sa vérifiabilité et en les liant à la section « Notes et références ».

Logo de l’ancienne Fédération est-allemande de football.

Ce article présente une histoire du football en RDA, entre 1945 et 1990, entre l’instauration de la RDA et sa disparition dans les mois qui suivirent la chute du Mur de Berlin (en novembre 1989).

## Introduction

Les zones d’occupation en Allemagne en 1945.

Dès que la capitulation de la l’Allemagne nazie fut entérinée, le territoire de l’ancien IIIe Reich fut partagé en zones d’occupation, réparties entre les nations alliées victorieuses: France, Royaume-Uni, URSS et États-Unis. Selon le même principe, Berlin, la capitale allemande, fut également partagée en quatre secteurs.
Alors que conformément aux accords préalables (dont ceux de la Conférence de Yalta), conclus entre les Alliés, diverses régions quittaient définitivement le territoire allemand, des tensions politiques apparurent entre les nations victorieuses. Deux « blocs », idéologiquement opposés, se formèrent : le « Bloc de l’Ouest » (France, Royaume-Uni, les États-Unis d’Amérique et les autres nations d’Europe occidentale) face au « Bloc de l’Est » emmené par la seule URSS dirigée de main de fer par Staline et qui contraignit la quasi-totalité de l’Europe de l’Est dans sa suite. C’était le début de la Guerre froide.
Le 23 mai 1949, les trois puissances occidentales instituèrent la République fédérale d’Allemagne ou R.F.A (en allemand : Bundesrepublik Deutschland - BDR). En réponse, le 7 octobre 1949, l’URSS força la création de la République démocratique allemande ou R.D.A (en allemand : Deutsches Democratikrepublik - DDR). 
À partir de ce moment et pour les quatre décennies suivantes, il y eut « deux Allemagne ».

## Sport et politique
Jusqu’en 1989, la RDA fut un État totalitaire, satellite de l’URSS, prônant une économie centralisée où les libertés individuelles furent proscrites ou considérées comme subalternes à l’intérêt commun.
Si le pays fut doté d’un Président et d’un Premier ministre, l'homme fort fut le Secrétaire Général du Comité centrale du parti unique, le SED (Sozialistische Einheitspartei Deutschlands). D’ailleurs, le titre de « président de la RDA » ne fut porté que par le seul Wilhelm Pieck entre octobre 1949 et septembre 1960. Ensuite le titre fut celui de « président du Conseil d’État ». Entre septembre 1960 et novembre 1989, ils ne furent que trois : Walter Ulbricht, Willi Stoph et Erich Honecker. Les deux derniers personnages intervenant (Egon Krenz et Manfred Gerlach) à ce titre ne furent que les exécuteurs des grandes œuvres qui ne purent que constater la fin de l’ère communiste et entériner la Réunification allemande.
L’explication ci-dessous, si elle est plus politique que sportive a pour but d’introduire ce qui suit : du temps de la RDA, le sport fut en permanence placée sous la coupe du monde politique.
Comme le régime hitlérien l’avait fait avant elle, la dictature communiste est-allemande employa la thématique sportive comme organe de propagande et de contrôle de la population. La dissolution et l’interdiction de tous les clubs et associations (voir Directive n°23), décrétée par les Alliés, s’appliqua à tout le territoire allemand. Avec l’autorisation des autorités militaires, des clubs sportifs purent être formés. Ce furent les Sportgruppe ou Sportgemeinschaft (ou SG) – littéralement Groupes sportifs ou Communautés sportives. Mais si dans les trois zones d’occupation occidentale (y compris à Berlin), les cercles purent rapidement reprendre leur appellation d’origine ou adapter leur nouvelle dénomination, il n’en fut rien dans la zone soviétique.
Les SG initialement limités à des activités locales ou régionales purent voir celles-ci s’étendre rapidement à l’Ouest alors qu’à l’Est la limitation perdura au-delà de 1946.
D’abord sous le contrôle strict des autorités soviétiques, le sport et les clubs sportifs restèrent sous celui des nouveaux dirigeants est-allemands. Les formations civiles restèrent interdites et laissèrent la place d’abord aux Sportgemeinschaften puis aux Betriebssportgemeinschaften (ou BSG) (communautés sportives d’entreprise ou corporatives).
Parmi les principaux anciens clubs touchés par ces mesures figuraient deux anciens multiples champions d’Allemagne, le VfB Leipzig et le Dresdner SC 1898.

## Évolution historique
Dans l’immédiat après-guerre, les compétitions reprirent d’une manière très régionalisée, en l'absence de fédération nationale (la DFB ayant été dissoute en 1940). Si à Berlin et dans la partie méridionale de l’Ouest (zone américaine et zone française), des championnats structurés eurent lieu dès la saison 1945-1946, il fallut attendre la fin de l’été 1947 pour que le football se réinstalle sur l'ensemble du territoire.

### La scission

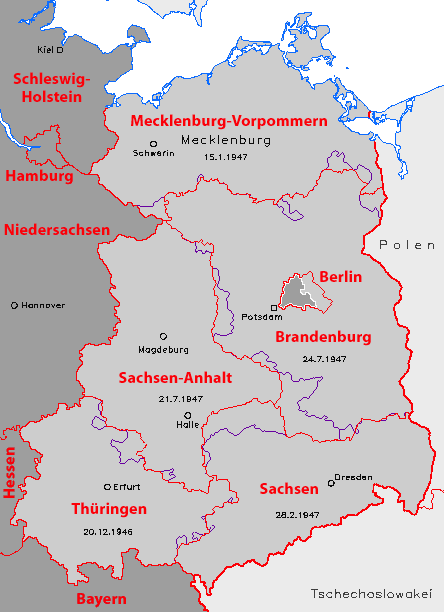
Les 5 Länders composant la RDA (en rouge leurs limites redessinées après réunification allemande).

Reconstituées après la Seconde guerre mondiale, les fédérations régionales, dissoutes en 1933, reprirent en main la gestion et l'organisation du football. Cinq ligues supérieures, les Oberligen, furent créées. À l'est du pays en revanche, dans la zone soviétique, le football était placé sous la direction d’un office dénommé Deutscher Sportausschuß.
Lors des saisons 1947-1948 et 1948-1949, les compétitions de la zone Est se déroulèrent comme suit : dix équipes furent sélectionnées pour composer la plus haute division dans chacune des cinq régions différentes : Brandenburg, Mecklenburg-Vopmmern, Sachsen, Sachsen-Anhalt et Thüringen. Le champion de chaque région prit part à un tour final, disputé par élimination directe.
Le SG Planitz en 1948, et le ZSG Union Halle en 1949 remportèrent ces deux championnats. Théoriquement, le champion de la zone soviétique devait prendre part au tour final national. Mais les autorités soviétiques refusèrent sa participation. La scission était marquée.
Après la création de la RDA, le 7 octobre 1949, la structure sportive de l'Allemagne de l'Est se mit en place et s’officialisa toujours sous le contrôle du Deutsche Sportausschuss, soit quelques mois après la restauration de la DFB en RFA à l'ouest.

### Deutscher Sportausschuß
Le 1er octobre 1948, la Freie Deutsche Gewerkschaftsbund (FDGB) (la Fédération Libre des Syndicats Allemands) et la Freie Deutsche Jugend (FDJ) (Jeunesse Libre Allemande, mouvement de jeunesse fondé le 7 mars 1946) se réunirent au siège berlinois du Comité central de la FDJ et fondèrent le Deutscher Sportausschuß (Comité allemand des Sports).
Ce organisme avait comme raison d'être de structurer et d'organiser toutes les activités sportives sur le territoire de la future RDA et conserva les mêmes attributions après la constitution de celle-ci.
Le 3 avril 1950, le Deutscher Sportausschuß prononça son décret alignant la structure sportive est-allemande sur celle de la FDGB. Ce fut la mise en place des Sportvereinigungen au nom des différentes activités (« Motor », « Empor », « Stahl », …). Les clubs furent alors restructurés en Bertriebsportgemeinschaft (BSG) (Communauté sportive d'entreprise/ou corporative).
Le Deutscher Sportausschuß cessa ces activités et fut dissous après les décisions du « Politburo » du Comité central du SED (parti principal gérant l'État est-allemand), le 27 et 28 avril 1958 et la fondation de la Deutscher Turn- und Sportbund (DTSB) (Fédération allemande de Gymnastique et des Sports).

### 1. DDR-Meisterschaft / DDR-Oberliga

Le drapeau de la République démocratique allemande.

Après la création de la RDA, la compétition, organisée selon le même principe que ses deux précédentes, devint le Erste DDR-Meisterschaft ou Premier championnat de RDA. 
La compétition reçut le même nom que celle organisée dans la partie Ouest : « Oberliga », ligue supérieure. Mais il ne fut évidemment pas question de compétition commune à toute l’Allemagne, mais bien d’une ligue totalement indépendante de celle instaurée en RFA.
La plus haute division fut donc nommée DDR-Oberliga. Sa composition fut établie en qualifiant le champion et le vice-champion de chacun des Länders composant le territoire de la zone soviétique. À ces dix équipes s’ajoutèrent le 3e classé de la Saxe considéré comme un des hauts lieux du football allemand. Les 12e et 13e places furent attribuées au vainqueur et au finaliste de la Coupe.
Le 14e siège se décida à la suite d'un barrage départageant une équipe de Saxe (Horch Zwickau ) et une de Thuringe (Zeiss Jena). Le ZSG Horch Zwickau prit le dessus le SG Zeiss Jena après un replay (1-1, 2-2 et 3-0).
Les 14 fondateurs de la DDR-Oberliga furent:
- ZSG Anker Wismar (champion du Mecklembourg-Poméranie-Occidentale)
- BSG Vorwärts Schwerin (2e du Mecklembourg-Poméranie-Occidentale)
- BSG Volksstimme Babelsberg (champion du Brandebourg)
- BSG Franz Mehring Marga (2e du Brandebourg)
- SG Freiimfelde Halle (champion de Saxe-Anhalt) (Meister Sachsen-Anhalt)
- SG Blau-Weiß Stendal (2e de Saxe-Anhalt)
- SG Dresden-Friedrichstadt (champion de Saxe)
- ZSG Industrie Leipzig (2e de Saxe)
- SG Einheit Meerane (3e de Saxe)
- SG Fortuna Erfurt (champion de Thuringe) (Meister Thüringen)
- SG Altenburg-Nord (2e de Thuringe)
- BSG Waggonbau Dessau (vainqueur de la Coupe)
- BSG Gera Süd (finaliste de la Coupe)
- ZSG Horch Zwickau (après barrage)

La RDA instaura donc une ligue unique pour son élite près de 14 ans avant la RFA. Les décisions et les volontés du Deutscher Sportauschusses influèrent sur la vie et le fonctionnement des clubs sportifs. La préférence fut nettement donnée aux entités d’État qui reçurent le principal soutien financier.
Les clubs, qui ne respectaient pas les lignes directrices (ou qui ternissaient l’image du « sport socialiste »), étaient sanctionnés sévèrement (voir SG Dresden-Friedrichstadt).
Berlin avait jusqu’alors conservé un statut particulier. Les meilleures équipes (secteur Ouest et secteur Est confondus) participaient à l’Oberliga Berlin (sous l’égide de ce qui était encore la Verband Berliner Ballspielvereine (VBB)). Les clubs de Berlin-Est ne prirent donc pas part au premier championnat est-allemand.
La rupture définitive, pressentie, se confirma à la fin du championnat 1949-1950. L’Union Oberschöneweide, vice-champion de l’Oberliga Berlin (pourtant autorisé en 1948), se vit refuser l’accès au tour final. 
À partir de la saison 1950-1951, les équipes de la partie Est de Berlin furent reversées aux épreuves contrôlées par le Deutscher Sportausschuß. La DDR-Oberliga passa de 14 à 18 clubs pour offrir de la place aux meilleures formations berlinoises. Mais celles-ci s’avérèrent bien trop faibles et lors de la saison 1953-1954 plus aucune ne figurait encore parmi l’élite est-allemande.

### Affaiblissement
Avec l’instauration du principe des Betriebssportgemeinschaften (BSG) disparut quasiment toute possibilité de construire une équipe solide et ambitieuse.
État socialiste, la RDA bannissait la notion de profit individuel. Tout soutien financier direct aux clubs, autre que celui apporté par l’État (le plus souvent via l’entreprise d’État concernée), était interdit. Les transferts de joueurs entre clubs n’étaient pas autorisés sans l’aval des autorités. Tout transfert de et vers l’étranger était évidemment proscrit. Le premier transfert « vers l'étranger » ne fut enregistré que le 12 décembre 1989, soit un mois et trois jours après la chute du Mur de Berlin quand Andreas Thom (Berliner FC Dynamo) signa au Bayer Leverkusen, pour une somme estimée à 3,6 millions de DM.
Un autre élément qui contribua à la stagnation des équipes est-allemandes fut les fréquents changements qui furent apportés par les responsables politiques à leur structure, leur organisation, et tout simplement à leur organisation. Ainsi en 1954, une tentative fut effectuée par la Hochschule für Körperkultur (DHfK) (Haute Ecole pour la Culture physique) de Leipzig de sélectionner plusieurs jeunes talents prometteurs au sein de différents clubs pour les regrouper dans une même formation. Mais cette expérience pouvant être intéressante fut abandonnée, après seulement six mois, et considérée comme un échec ! 
En 1955, la majorité des équipes de la ville fut incorporée au sein de BSG. En 1966, à la suite de nouvelles réformes, des clubs indépendants furent reconstitués. L’exemple ci-dessous, concernant deux clubs de Leipzig permet de visualiser les changements permanents qui furent apportés aux équipes est-allemandes:
| Années  | SG Probstheida                | SG Leipzig-Leutzsch   |
| ------- | ----------------------------- | --------------------- |
| 1946    | SG Probstheida                | SG Leipzig-Leutzsch   |
| 1949    | BSG Erich Zeigner Probstheida | ZSG Industrie Leipzig |
| 1950    | BSG Einheit Ost Leipzig       | BSG Chemie Leipzig    |
| 1954/55 | SC Rotation Leipzig           | SC Lokomotive Leipzig |
| 1963    | SC Leipzig                    | BSG Chemie Leipzig    |
| 1966    | 1. FC Lokomotive Leipzig      |                       |

Le niveau de jeu général s’en ressentit malgré la présence indéniable de joueurs de talent.

### Clubs d’État et résultats orientés politiquement
Un nouvel élément intervint et changea considérablement la donne avec la création en 1952 de la Volkspolizei, la Police populaire est-allemande. Alors qu’en Europe occidentale, le VoPo’s allaient rapidement représenter le symbole de la dictature est-allemande, le Deutscher Sportausschuß se montra vite soucieux de donner une image clinquante de ce « héros populaire » qu’était le policier garant de la sécurité et du bien-être de la population (ce fait est presque toujours le reflet de la réalité dans tout État démocratique, mais il prend des évidemment des proportions bien plus hypocrites sous un régime totalitaire, puisque la Police est essentiellement un organe de répression). 
Les équipes de la Volkspolizei ou de la Kazerniertevolkspolizei reçurent toutes les latitudes pour engager les meilleurs joueurs afin d’être des équipes gagnantes aimées de la foule.
Par lutte d’influence, les hauts responsables de l’armée est-allemande, obtinrent du Deutscher Sportausschuß les mêmes facilités pour les équipes militaires que pour celles des policiers. 
Dans la terminologie est-allemande et dans la logique des Sportvereinigungen, ces équipes devinrent les Dynamo (Police) et les Vorwärts (Armée).
Pouvant bénéficier à leur aise du regroupement des meilleurs éléments, les SV Dynamo et les ASV Vorwärts occupèrent rapidement une place de choix dans les différents palmarès.
L’ingérence de la politique au sein des compétitions sportives fut rapidement et resta le fléau de la République démocratique allemande. Les autorités du pays aimaient voir gagner les équipes d’État, comme les Dynamo et Vorwärts cités plus haut. Les copinages et arrangements entre amis du parti permirent aussi de faciliter la progression ou les résultats d’une équipe plutôt qu’une autre.
Même lorsque la Deutscher Fussball Verband (DFV) en mai 1958 remplaça la section football du Deutscher Sportausschuß, les pratiques douteuses se poursuivirent. La suspension « pour la forme » infligée à l’arbitre (international) Bernd Stumpf en 1986 ne changea rien au dossier.
Entre 1979 et 1988, la RDA ne connut qu’un seul champion : le Berliner FC Dynamo, dont le président était Erich Mielke… ministre de la Sécurité d’État !
À partir des années 1960, l’ingérence politique s’intensifia encore lorsque tous les stades et toutes les infrastructures sportives furent rebaptisés au nom de personnalités socialistes ou communistes. Les meilleures équipes furent aussi « déménagées » au gré des humeurs des responsables du parti (le Dynamo Dresde fut transféré vers Berlin-Est, tout comme le Vorwärts Leipzig). Ce club fut replacé à Francfort-sur-l’Oder.
À partir de la fin de l'année 1965, le principe des « BSG » resta de mise, mais les plus grandes équipes purent se constituer en DDR-Sportsklub, c'est-à-dire que les équipes de football quittèrent les communautés d’entreprise et furent gérées de manière indépendante, mais tout en restant sous le contrôle strict de l’État.

### Ingérence politique permanente
Les dirigeants politiques ne se contentèrent pas d'orienter les résultats de certaines rencontres afin que le club « favori » du parti ou d'un dirigeant soit vainqueur. Des clubs furent fondés de toutes pièces et, par simple décision politique, installée dans une ligue déterminée. Si les résultats étaient insuffisants en regard des souhaits des dirigeants, ces équipes furent démantelées ou fusionnées tout aussi rapidement qu'elles n'avaient été créées.
Les diverses manipulations effectuées par le Deutscher Sportausschuß puis par la DFV afin de créer une équipe forte dans une région ou ville déterminée et choisie par le pouvoir central se comprennent mieux avec les exemples des localités de Potsdam-Babelsberg dans le Brandebourg et de Neubrandenburg dans le Mecklembourg-Poméranie-Occidentale.

#### Exemple «Potsdam/Babelsberg»
L'équipe du BSG Rotation Babelsberg joua en DDR-Oberliga dès la saison 1949-1950 (initialement sous le nom de BSG Märkische Volksstimme Babelsberg). Le club y resta jusqu’en 1958 quand, dernier du classement, il fut relégué vers la I. DDR-Liga.
En 1961, le SED estima la pratique du sport insuffisamment développée dans le District de Potsdam. Les autorités firent fonder le Sport-Club Potsdam. Afin que ce club puisse être directement compétitif, le cercle du BSG Rotation fut contraint de laisser aller ses meilleurs éléments au SC Potsdam. Les responsables « sportifs » de la fédération allèrent même plus loin. En vue du championnat 1961-1962, l’équipe du Rotation Babelsberg dut quitter la I. DDR-Liga pour y être remplacée par celle de Potsdam. Le BSG Rotation (10e sur 14) était théoriquement sportivement sauvé, le club dut rejoindre la II. DDR-Liga !
Les résultats du SC Potsdam restèrent moyens voir médiocres. Le club n’approcha jamais d’une éventuelle montée parmi l’élite est-allemande. Les dirigeants politiques perdirent patience et en vue de la saison 1965-1966, la section football fut incorporée au sein du BSG Motor Babelsberg qui prit alors la place de Potsdam au 2e niveau.

#### Exemple «Neubrandeburg»
En 1961, un autre club fut créé de toutes pièces: le Sport-Club Neubrandenburg. Si pour la fondation du SC Potsdam, les dirigeants politiques laissèrent le Rotation Babelsberg poursuivre ses activités, ils firent plus fort en faisant englober la totalité du BSG Turbine Brandenburg par le nouveau club, qui donc prit sa place en II. DDR-Liga (niveau 3) pour la saison 1961-1962.
L'audace des politiques leur sourit dans un premier temps car 1962, troisième du groupe 1, le SC Neubrandenburg monta en DDR-Liga (niveau 2) et deux ans plus tard, le nouveau club fêta le titre du Groupe Nord de la DDR-Liga et accéda à la DDR-Oberliga.
Mais le cercle ne parvint pas à se maintenir parmi l’élite est-allemande. Relégué, il fut renommé BSG Post Neubrandeburg, puis le 26 avril 1966, il fut fusionné/incorporé avec le  Fussballsportvereinigung (FSV) Neubrandenburg (fondé le 19 janvier précédent).

## Organisation
Après la période « occupation soviétique » et la création de la RDA, la hiérarchie du football est-allemand prit forme.

### Sport amateur
Si besoin en est, rappelons qu’en République démocratique allemande, à l’instar de ce qui se passait en URSS, et dans tous les pays du « Bloc de l’Est » (Albanie, Bulgarie,Hongrie, Pologne, Tchécoslovaquie, Roumanie, …) la pratique sportive, y compris en football prévalait l’amateurisme. Le Professionnalisme était jugé « décadent », car contraire à l’idéologie communiste.
Ce fut une des raisons pour lesquelles de 1952 à 1988, le tournoi olympique de football fut largement dominé par les pays d’Europe de l’Est.
Médaillée de Bronze en 1972 à Munich, la RDA remporta la médaille d’Or en 1976 à Montréal puis celle d’Argent en 1980 à Moscou.
Le seul titre qu’échappa aux nations communistes fut celui de 1984 à Los Angeles remporté par la France, mais les « pays de l’Est » ne participaient pas en raison du boycott décrété par l’URSS.

### DDR-Oberliga
La plus haute division fut donc la DDR-Oberliga. Directement en dessous se forma la DDR-Liga puis la Bezirksliga.
La plus haute division est-allemande fut joué sous la forme d’une ligue unique. Composée de 14 équipes lors de sa création en 1949, elle vit lors de ses cinq premières saisons d’existence, le nombre d’équipes engagées fluctuer. Il y eut successivement 18, 19, 17 puis 15 formations.
En 1954, la Division 1 est-allemande retrouva un format à 14. Ce nombre ne changea plus jamais jusqu’en 1991.
Un autre élément resta immuable, le nombre d’équipes reléguées vers le niveau inférieur: 2 descendants (exception faite de trois championnats 1951-1952 et 1952-1953: 4 relégués, 1953-1954: 3 relégués).
Sous la DDR-Oberliga se trouva la DDR-Liga.

### DDR-Liga
Cette division fut la 2e du football est-allemand. Il fut instauré à partir de la saison 1950-1951 avec 20 clubs répartis en deux groupes (en allemand : Staffel) de 10 équipes. Chaque « Staffel » avait une valeur identique à l’autre. Le champion de chaque groupe monta en DDR-Oberliga (occasionnellement ce fut le vice-champion qui monta, généralement à la suite d'une « décision politique ».
Jusqu’en 1991, la DDR-Liga connut plusieurs formes. Généralement, les équipes furent réparties en deux groupes, mais il y eut trois poules en 1954-1955 et même cinq séries de 1971 à 1984.
Entre 1955 et 1963, le 2e niveau est-allemand se joua sous la forme d’une série unique appelée I. DDR-Liga. Sous cette ligue se trouva alors la II. DDR-Liga.
Le nombre de participants à la Division 2 proprement dite oscilla donc de 14 à 60 participants selon les époques.
La II. DDR-Liga correspondit donc au 3e niveau. Composée de deux séries de 1955 à 1957, elle comporta ensuite cinq séries jusqu’en 1963. Elle fut ensuite dissoute.
Les derniers classés (de la série unique ou des différents groupes) furent relégués en Berzirksliga.

### Berziksliga

Subdivision de la RDA en 15 Bezirken (districts).

Dès la création de l’Allemagne de l’Est, les cinq Länders furent supprimés en tant que subdivisions administratives. Ils furent remplacés par 15 Berzirken (districts)
Les quinze Berzirken furent: District de Berlin, District de Dresde, District de Karl-Marx-Stadt, District de Leipzig, District de Gera, District de Erfurt, District de Suhl, District de Halle, District de Magdebourg, District de Cottbus, District de Potsdam, District de Francfort/Oder, District de Neubrandenbourg, District de Schwerin, District de Rostock.
La plus haute division de chaque district fut la Berzirksliga et correspondit donc au 3e niveau de la hiérarchie, à l’exception de la période allant de 1955 et 1963 où elle fut le 4e étage en raison de la scission la DDR-Liga en I. DDR-Liga et II. DDR-Liga (voir ci-dessus).

### Modèle soviétique
Une particularité des compétitions de football en République démocratique allemande fut la décision des responsables politiques de calquer le déroulement de la saison sur la manière dont elle se déroulait en l’URSS.
Entre 1955 et 1960, la saison correspondit à l’année civile, avec deux tours l’un au printemps l’autre à l’automne et une longue trêve hivernale.
Dans toutes les divisions, un tour de transition fut joué (sans titre attribué et sans relégué) à l’automne 1955. 
L’expérience s’arrêta après cinq saisons. Si l’hiver rigoureux impliquait cette pratique en URSS (et encore de nos jours en Russie), elle s’avéra inutile en Allemagne de l’Est.

## Club les plus titrés

Le FC Carl Zeiss Iéna fut le club le plus régulier la DDR-Oberliga.

Six clubs se répartissent 33 des 44 titres mis en jeu. Ces équipes titrées « Championne de RDA » sont :
- Berliner FC Dynamo (« 10 titres »)
- Dynamo Dresden (« 8 titres »)
- ASK Vorwärts Berlin (« 6 titres »)
- 1. FC Magdeburg (« 3 titres »)
- FC Carl Zeiss Jena (« 3 titres »)
- SC Wismut Karl-Marx-Stadt (« 3 titres »)

Cependant au Tableau d'Honneur de la DDR-Oberliga, c’est le FC Carl Zeiss Jena qui trône en tête, preuve de la régularité de ce club.

## Coupe nationale
Dès 1949, une « Coupe de RDA » fut organisée. Elle le fut sous le patronage de la Freier Deutscher Gewerkschaftsbund (FDGB), la puissante d'autant qu'une fédération syndicale est-allemande. L'épreuve portera d'ailleurs le nom de FDGB-Pokal.
À noter que cette épreuve porta la même appellation pour plusieurs disciplines. Si la version consacrée au football fut la plus populaire, elle exista aussi en Gymnastique, Handball, Natation, Tennis de Table ou Volley-ball, mais aussi en Saut à ski ou en Bowling.
La compétition fut disputée sous forme de « challenge ». Le trophée connut cinq versions différentes. Les trois dernières se ressemblèrent assez fort.
La Fussball FDGB-Pokal fut organisé 41 fois (elle n'eut pas lieu en 1951, 1953 et 1963). Son premier vainqueur, en 1949, fut le Waggonbau Dessau tandis que le dernier fut le FC Hansa Rostock, en 1991. Les clubs l'ayant remportée le plus grand nombre de fois furent le Dynamo Dresden et le 1. FC Magdeburg, chacun 7 fois.

## Équipe nationale
Alors que la Fédération d'Allemagne de l'Est de football (DFV) ne sera instaurée qu'en mai 1958, la Deutscher Sportausschuß obtint pour la République démocratique allemande l'affiliation à la FIFA dès 1952. Malgré le statut nettement politisé de la Deutscher Sportausschuß cette adhésion initiale ne posa aucun problème à la FIFA qui interdit pourtant toute ingérence politique au sein de ses fédérations membres.
La première rencontre officielle de l'équipe d'Allemagne de l'Est de football eut lieu le 21 septembre 1952. À Varsovie, la Pologne s'imposa (3-0).
Deux ans plus tard, en juin 1954, toujours sous la conduite du Deutscher Sportausschuß, la RDA fit partie des 29 nations fondatrices de l'UEFA.
Au total, la RDA disputa 293 rencontres officielles (138 victoires). Le recordman des sélections et meilleur buteur est Joachim Streich avec 55 buts en 102 matches.
La sélection est-allemande disputa une seule phase finale de Coupe du monde (1974, quart-de-finaliste) et ne parvint jamais à se qualifier pour un « Euro ». Médaille de bronze aux Jeux de Munich en 1972, elle remporta le titre olympique à l'occasion des J.O. de Montréal en 1976 avant d'obtenir la médaille d'argent aux Jeux de 1980 à Moscou.
Le fait d'armes le plus retentissant de l'équipe de RDA se déroula le 22 juin 1974. Ce soir-là, au Volksparkstadion de Hambourg, le match opposait à la fin du premier tour de la Coupe du monde 1974 deux équipes allemandes assurées de se qualifier pour le second tour. L'Allemagne de l'Est surprit l'Allemagne de l'Ouest (1-0) grâce à un but de Jürgen Sparwasser. Ce fut curieusement l'unique rencontre de l'Histoire entre la RDA et la RFA en sélection « A », elle fait partie de la Légende du Football et de sa Coupe du monde.
L'équipe de RDA disputa son dernier match le 12 septembre 1990 et célébra ses adieux par une victoire (2 à 0 en Belgique).

## Réunification
Après la réunification allemande (1990), la règle dite des « 2+6 » fut décidée afin d'intégrer le football du territoire est-allemand dans le championnat fédéral ouest-allemand. Ainsi, deux équipes rejoignirent la première division du championnat d'Allemagne de football (Bundesliga) et six la deuxième division, les autres étant reléguées aux compétitions régionales et locales. Les clubs de l'ex-RDA ont souvent pâti d'un exode de leurs meilleurs joueurs, attirés par des salaires plus attractifs à l'ouest du pays, ainsi que du démantèlement des Betriebssportgemeinschaften, les communautés sportives d’entreprises, qui ne furent pas remplacées pour financer les clubs.

### Sources et Liens externes
- Website de la Nordostdeutscher Fußballverband (NOFV)
- Frank Willmann: Fußball-Land DDR. Anstoß, Abpfiff, Aus. Eulenspiegel Verlag, Berlin 2004
- Michael Horn/Gottfried Weise: Das große Lexikon des DDR-Fußballs, Schwarzkopf & Schwarzkopf, Berlin 2004
- Hanns Leske: Erich Mielke, die Stasi und das runde Leder, Verlag Die Werkstatt, 2004
- Bernd Heynemann/ Wolfgang Borchert: Momente der Entscheidung, Mein fußballverrücktes Leben. Mitteldeutscher Verlag 2005.
- Hanns Leske: Enzyklopädie des DDR-Fußballs, Verlag Die Werkstatt, 2007
- Archives des ligues allemandes depuis 1903
- Base de données du football allemand
- Site de la Fédération allemande de football